# 日礼
日禮（にちれい、1763年（宝暦13年） - 1808年6月1日（文化5年5月8日））は、大石寺第45世法主。石倉姓。

## 略歴
- 1763年（宝暦13年）、江戸で誕生。父石倉善六。
- 1769年（明和6年）春、日穏の室に入る（7歳）。
- 1773年（安永2年）6月5日、父源壽日量卒。
- 1774年（安永3年）秋、日堅に随侍得度す。
- 1786年（天明6年）7月25日、母園林妙閣卒。
- 1793年（寛政5年）秋、江戸下谷常在寺の住職を務める。在住14年。
- 1804年（文化元年）6月9日、養母妙壽日如卒。
- 1806年（文化3年）4月、大石寺27代学頭になる。
- 1807年（文化4年）、44世日宣より法の付嘱を受け45世日礼として登座。
- 1808年（文化5年）5月8日、46歳で死去した。

| 先代 日宣 | 大石寺住職一覧 | 次代 日調 |